# Сан Лоренцо I (Витербо)
Сан Лоренцо I је насеље у Италији у округу Витербо, региону Лацио.
Према процени из 2011. у насељу је живело 18 становника. Насеље се налази на надморској висини од 207 м.